# أيل الشرق
أيل بحر قزوين أو أيّل الشرق هو نوع فرعي شرقي للأيل الأحمر التي يعيش في المناطق الواقعة بين البحر الأسود و بحر قزوين مثل شبه جزيرة القرم، آسيا الصغرى ومنطقة جبال القوقاز على الحدود مع أوروبا وآسيا، وعلى طول منطقة بحر قزوين في إيران. ويشار أحيانا إلى هذا الحيوان باسم المارال أو أيل نوبل.
هناك حيوان آخر يعرف باسم مارال ألتاي (أو التاي الألكة)، ولكن هذا الأيل هو السباق من الألكة التي تعيش في جبال ألتاي وجبال تيانشان في آسيا الوسطى.

## الخصائص
- هذه الغزلان كبيرة بنيت بشكل كبير لديه معطف رمادي قاتم مظلم مع الردف أصفر لامع في فصل الشتاء ولكن لونه يتغير إلى ضارب إلى الحمرة في الصيف.

الفخذين، الكتفين، وسفليه أسود أو بني داكن. هذه الغزلان وبين كل من خصائص الأيل الأحمر نموذجية. ذكر هدير الأيائل بطريقة مشابهة لغيرها من الأيائل الحمراء الأوروبية ولديه خمسة قرون مع شعب الكؤوس وربما منافسه أيل روكي ماونتن في الحجم. وهذه الأيائل تشبه الغزلان الأمريكية الشمالية في وجود كبير بيز.

## مناطق عيشها/النطاق
- تم العثور على هذه الغزلان في الأراضي بين البحر الأسود وبحر قزوين مثل آسيا الصغرى وشبه جزيرة القرم، والقوقاز ومنطقة في شمال غرب إيران.